# Дир, Мэттью
Мэ́ттью Дир — американский электронный музыкант, продюсер, диджей.

## Биография
Дир родился в Техасе и в подростковом возрасте переехал в Мичиган, где проникся звуками детройского техно. Он окончил среднюю школу Лейк-Ориона, затем поступил в Мичиганский университет. На вечеринке он познакомился с Сэмом Валенти IV, и вместе они основали лейбл Ghostly International. Дир дебютировал в 1999 году с синглом «Hands Up For Detroit» (сопродюсером записи был пионер гетто-тека Disco D, выступивший под псевдонимом Daisha). Последующие синглы, такие как «Stealing Moves» и «Mouth to Mouth» (под именем Audion), были изданы на Spectral Sound, подразделении Ghostly, которое занималось танцевальной музыкой.
Первый студийный альбом Мэттью Дира Leave Luck to Heaven вышел в 2003 году и получил высокие оценки критиков за новаторское слияние поп-музыки и минимал-техно. Выпущенный в его поддержку сингл «Dog Days» стал одним из самых коммерчески успешных релизов Spectral Sound и фаворитом зарубежных диджеев, среди которых Ричи Хотин. В следующем году Дир представил второй диск Backstroke и начал использовать псевдоним Audion в дополнение к другим его сценическим именам — False и Jabberjaw.
В поддержку третьего альбома Asa Breed (2007) Мэттью Дир вместе со своей группой Matthew Dear’s Big Hands отправились в американское турне, после чего гастролировали по Европе на разогреве у Hot Chip.

## Дискография

### Matthew Dear
Альбомы
- 2003 Leave Luck to Heaven (Spectral Sound)
- 2004 Backstroke (Spectral Sound)
- 2007 Asa Breed (Ghostly International)
- 2010 Black City (Ghostly International)
- 2012 Beams
- 2018 Bunny

EP
- 2003 EP1 (Spectral Sound)
- 2003 EP2 (Spectral Sound)
- 2007 Don and Sherri (Ghostly International)
- 2012 Headcage

Синглы
- 2000 Irreparably Dented (Spectral Sound)
- 2001 Stealing Moves (Spectral Sound)
- 2003 Dog Days (Spectral Sound)
- 2004 Anger Management / Future Never Again (Spectral Sound)
- 2007 Deserter (Ghostly International)

### Audion
- 2004 Kisses EP (Audion I, Spectral Sound)
- 2004 The Pong EP (Audion II, Spectral Sound)
- 2005 Just Fucking (Audion III, Spectral Sound)
- 2006 Suckfish (Audion IV, Spectral Sound)
- 2006 Fabric 27 (Fabric)
- 2006 Mouth to Mouth (Audion V, Spectral Sound)
- 2006 Just a Man / Just a Woman [with Ellen Allien] (Audion VI, Spectral Sound)
- 2007 Mouth to Mouth (Remixes) (Audion R1, Spectral Sound)
- 2007 Noiser/Fred’s Bells (Audion VII, Spectral Sound)
- 2008 Billy Says Go (Audion VIII, Spectral Sound)
- 2009 I Am The Car (Audion IX.I, Spectral Sound)
- 2009 Look At The Moon (Audion IX.II, Spectral Sound)
- 2009 It’s Full of Blinding Light EP (Audion IX.III and X,Spectral Sound)
- 2009 Stoplight (Audion IX.IV, Spectral Sound)
- 2009 Instant In You (Audion IX.V, Spectral Sound)
- 2009 That’s That (Audion IX.VI, Spectral Sound)
- 2009 Push (Audion IX.VII, Spectral Sound)

### Jabberjaw
- 2003 Girlfriend (Perlon)
- 2009 The Connie Shake (Spectral Sound)
- 2009 The Garden Of Eden (Spectral Sound)

### False
Синглы/EP
- 2002 .WAV Pool (Plus 8)
- 2002 Warsaw Bread (Plus 8)
- 2003 You Wouldn’t/Beginner’s Luck(Plus 8)
- 2004 Sink the Ship EP (M_nus)
- 2005 River Camping (M_nus)
- 2007 Fed on Youth (M_nus)
- 2009 Love Letters (M_nus)

Альбомы
- 2003 False (Plus 8)
- 2007 2007 (M_nus)